# 電気泳動

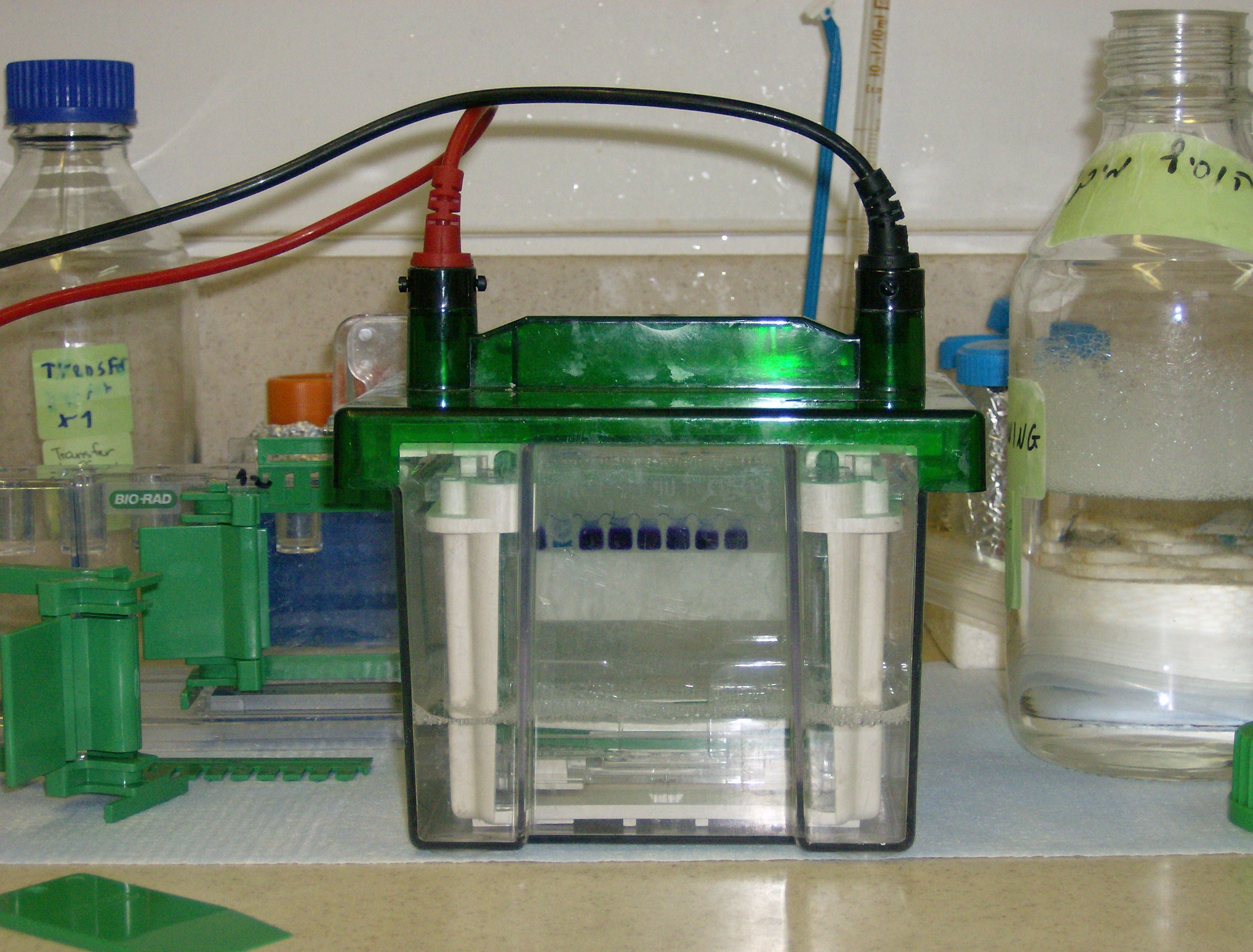
電気泳動装置

電気泳動（でんきえいどう、英: electrophoresis）は、荷電粒子あるいは分子が電場（電界）中を移動する現象。あるいは、その現象を利用した解析手法。特に分子生物学や生化学ではDNAやタンパク質を分離する手法としてなくてはならないものである。

## 歴史
19世紀初めにロシアの物理学者フェルディナント・フリードリヒ・ロイスが水中の粘土粒子で発見したのに始まる。19世紀終わりからタンパク質やアミノ酸などの研究に用いられ、1930年代にティセリウスによってタンパク質の移動度を調べる方法として確立された。これは水溶液を用いる「無担体電気泳動」であったが、第2次大戦後、濾紙やデンプンゲルなどの担体を用いた電気泳動が発展した。濾紙電気泳動（現在は主としてセルロースアセテート膜を使う）は臨床検査で血清タンパク質を分析する方法として用いられている。一方ゲルとしては、その後 アガロース がよく用いられるようになり、現在でもDNA断片の分離・分析に用いられる。また1960年代に ポリアクリルアミドゲルが開発され、これはタンパク質の分析やDNAの塩基配列決定に用いられる。ポリアクリルアミドゲルを用いたタンパク質分析法の一種として等電点電気泳動や二次元電気泳動がある。最近では無担体電気泳動であるキャピラリー電気泳動が自動塩基配列決定に用いられている。

## 原理
荷電粒子や分子はその荷電と反対の極に向かって移動する。移動中にpH 勾配があると、荷電が0となる点（等電点）で停止する。これが等電点電気泳動であり、タンパク質の分析に用いられる。
担体を用いる場合には、DNAやタンパク質などの高分子が担体分子に遮られ分子量の大きいものほど移動しにくくなる「分子ふるい効果」が働く。つまり、分子量の低い分子はゲルの網目をスムーズに通過でき、逆に分子量の高い分子はゲルの網目にひっかかり移動がしにくくなる。特にアガロースやポリアクリルアミドなどのゲルではこの効果が顕著なのでよく用いられる。核酸は一様にマイナスに荷電しているので一定方向（陰極→陽極）に泳動して分子量による分離が容易に行える。ただし、RNAはDNAと違い、1本鎖の分子内で高次構造を形成し分子量の特定ができなくなるので、ゲルに変性剤（尿素、ホルムアミド）を混ぜる。結果、RNAが高次構造を形成しなくなるので、分子量の解析が可能となる。ちなみに、核酸の分子量を特定する際、電気泳動時の別のレーンに分子量ラダー（階段状）マーカーと呼ばれる、分子量既知の核酸が数十種類含まれたマーカーを一緒に流し、その移動度と試料の移動度を比較することで試料の分子量を特定する。なお別の原理に基づいて大分子量のDNAを分離するパルスフィールド電気泳動もある。
タンパク質の荷電は種類によって大きく異なるが、陰イオン系界面活性剤であるドデシル硫酸ナトリウム (SDS) 存在下ではSDS分子がタンパク質分子に付着するため、タンパク質分子は陽極に向かって移動する。この方法がSDS-ポリアクリルアミドゲル電気泳動（SDS-PAGEと略す）で、核酸の場合と同様に分子量による分離が行える。
担体を用いた電気泳動では各種の染色法で核酸やタンパク質の位置を検出することができる。例えば臭化エチジウムなど蛍光色素による核酸の検出、染料（クーマシー・ブリリアントブルーなど）や銀染色法によるタンパク質の検出がよく使われる。
泳動には直流電流を用いる。一般的な電源では交流電流であるので、AC-DCコンバータ（あるいは整流器ともいう）を用いて直流電流に変換してから電流を流す。
詳しくは関連各項目を参照されたい。